# 新川志音
新川 志音（しんかわ しおん、2007年8月6日 - ）は、大阪府出身のプロサッカー選手。Jリーグ・サガン鳥栖所属。ポジションはフォワード。

## 略歴
2025年2月14日、サガン鳥栖トップチームに2025年シーズン2種登録選手として加入することが発表された。
その翌日のJ2開幕戦、ベガルタ仙台戦にて出場こそなかったが、ベンチ入りを果たした。
第2節ジュビロ磐田戦でも引き続きベンチ入りを果たし、後半33分から出場しPKを獲得する活躍を見せた。その後はチームの主力として活躍し、5月10日、2026シーズンからのトップチーム昇格が内定した。

## 所属クラブ
- RIP ACE SC
- 2023年 -   サガン鳥栖U-18
- 2025年 -  サガン鳥栖(2種登録)

## 個人成績
| 国内大会個人成績 | 国内大会個人成績 | 国内大会個人成績 | 国内大会個人成績 | 国内大会個人成績             | 国内大会個人成績 | 国内大会個人成績 | 国内大会個人成績 | 国内大会個人成績 | 国内大会個人成績 | 国内大会個人成績 | 国内大会個人成績 |
| 年度             | クラブ           | 背番号           | リーグ           | リーグ戦                     | リーグ戦         | リーグ杯         | リーグ杯         | オープン杯       | オープン杯       | 期間通算         | 期間通算         |
| 年度             | クラブ           | 背番号           | リーグ           | 出場                         | 得点             | 出場             | 得点             | 出場             | 得点             | 出場             | 得点             |
| 日本             | 日本             | 日本             | 日本             | リーグ戦                     | リーグ戦         | リーグ杯         | リーグ杯         | 天皇杯           | 天皇杯           | 期間通算         | 期間通算         |
| ---------------- | ---------------- | ---------------- | ---------------- | ---------------------------- | ---------------- | ---------------- | ---------------- | ---------------- | ---------------- | ---------------- | ---------------- |
| 2025             | 鳥栖             | 47               | J2               |                              |                  |                  |                  |                  |                  |                  |                  |
| 通算             | 日本             | 日本             | J2               | \|\|\|\|\|\|\|\|\|\|\|\|\|\| |                  |                  |                  |                  |                  |                  |                  |
| 総通算           | 総通算           | 総通算           | 総通算           | \|\|\|\|\|\|\|\|\|\|\|\|\|\| |                  |                  |                  |                  |                  |                  |                  |

出場歴
- Jリーグ初出場 - 2025年2月22日 J2第2節 ジュビロ磐田戦 (ヤマハスタジアム(磐田))

## 代表歴
- U-22日本代表 - 2025年ウズベキスタン遠征